# Konstantin Frida

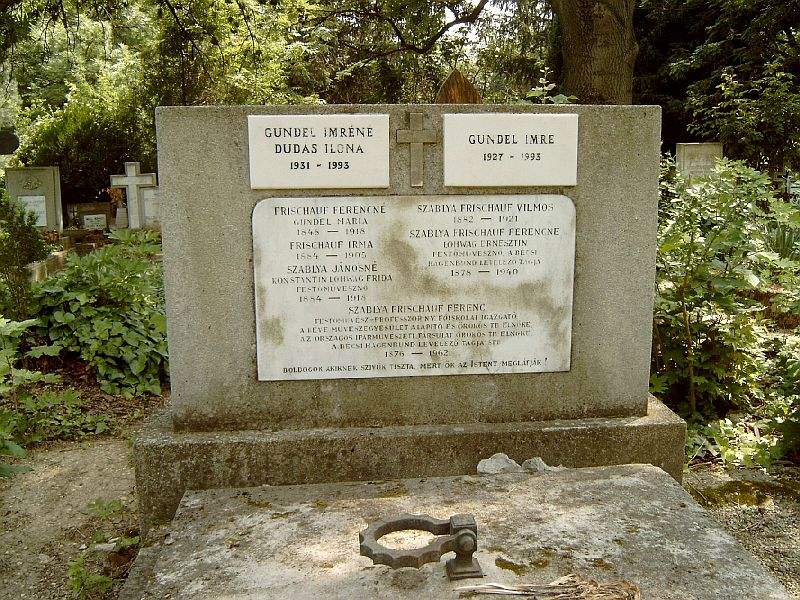
Sírja: Farkasréti temető 28-1-9.

Konstantin Frida (Szablya Jánosné Konstantin Lohwag Frida) (Bécs, 1884. május 10. – Budapest, 1918. december 29.) festőművész.

## Élete
Apja Lohwag Ernő író-szerkesztő, anyja Mayer Mária, nővére Ernesztin (1878–1940).
1900-ban Münchenben Hollósy Simonnak lett a tanítványa. Szablya-Frischauf Ferenc, a Magyar Képzőművészek és Iparművészek Egyesülete (KÉVE) megalapítója festőiskolájában tanult 1905–07-ben, ő nővérének, Lohwag Ernesztinnek volt a férje, aki szintén festőművész volt. Ő is a KÉVE alapító tagja, 1907-ben a KÉVE első kiállításán állított ki. Hogy megkülönböztesse magát testvérétől, Ernesztintől, felvette a Konstantin Frida nevet. Külföldön először Bécsben állított ki 1909-ben, itt a Hagenbundban több rézkarcát is megvásárolták és tiszteletbeli tagnak választották.
1913-ban Nagyőrön élt a Mednyászky–Czóbel-birtokon, Késmárk közelében. A kastély a Mednyánszky és a Czóbel család székhelye volt a századfordulón. Mednyányszky Lászlónak itt volt állandó műterme. Itt a Czóbel István (1847–1932) és Mednyánszky Margit (1859–1937) gyerekeit tanította rajzolni, valamint megfestette a családtagok portréit, a kastély látképét, festett még néhány állatképet és gyümölcskompozíciót is. Grafika munkái is jelentősek. Ekkor már több országban járt tanulmányúton.
A kastélyba többször is visszatért, nyarait itt töltötte, kedvelt tartózkodási helye volt. Több képe van  itt kiállítva.
Kiállított még a KÉVE kiállításain, Németország nagyvárosaiban (Berlinben, Drezdában, Münchenben), 1917-ben Lipcsében ezüstérmet kapott. Budapesten 1917-ben a KÉVE tárlatán egy tucat képe és hetven grafikája volt látható. Ez volt az utolsó kiállítása.
1918-ban férjhez ment Szablya Jánoshoz (1880–1966), aki szintén részt vett a KÉVE alapításában, és annak ügyvezető igazgatója volt.
Házasságkötésének évében, december végén az akkor dúló spanyolnáthajárványnak lett áldozata. Sírja a Farkasréti temetőben van. A Lohwag család sírboltja a bécsi Zentralfriedhof temetőben van, a rokonsága ott van eltemetve.